# Sericesthis vigilans
Sericesthis vigilans är en skalbaggsart som beskrevs av Sharp 1890. Sericesthis vigilans ingår i släktet Sericesthis och familjen Melolonthidae. Inga underarter finns listade i Catalogue of Life.